# Cordilura fasciventris
Cordilura fasciventris är en tvåvingeart som beskrevs av Charles Howard Curran 1927. Cordilura fasciventris ingår i släktet Cordilura och familjen kolvflugor.
Artens utbredningsområde är British Columbia. Inga underarter finns listade i Catalogue of Life.